# Sân bay Halmstad
Sân bay Halmstad (IATA: HAD, ICAO: ESMT) là một sân bay phía đông bắc Halmstad, Halland, Thụy Điển. Sân bay này thuộc quản lý của Khu tự quản Halm từ năm 2006.

## Tuyến bay
| Hãng hàng không                        | Các điểm đến      |
| -------------------------------------- | ----------------- |
| Skyways Express                        | Stockholm-Arlanda |
| Skyways Express operated by Direktflyg | Stockholm-Bromma  |